# 18727 Peacock
18727 Peacock este un asteroid din centura principală de asteroizi.

## Descriere
18727 Peacock este un asteroid din centura principală de asteroizi. A fost descoperit pe 22 mai 1998 la Stația Anderson Mesa în cadrul programului LONEOS. Asteroidul prezintă o orbită caracterizată de o semiaxă mare de 3,13 ua, o excentricitate de 0,11 și o înclinație de 5,4° în raport cu ecliptica.